# 53 Девы
53 Де́вы (лат. 53 Virginis) — кратная звезда в созвездии Девы на расстоянии приблизительно 107 световых лет (около 31,7 парсек) от Солнца. Возраст звезды определён как около 2 млрд лет.

## Характеристики
Первый компонент (HD 114642) — жёлто-белая звезда спектрального класса F2, или F4, или F5V, или F5,5V, или F6V. Визуальная звёздная величина звезды — +5,04m. Масса — около 1,512 солнечной, радиус — около 2,161 солнечного, светимость — около 9,102 солнечной. Эффективная температура — около 6250 K.
Второй компонент (WDS J13121-1612B). Визуальная звёздная величина звезды — +12,5m. Удалён на 108,4 угловой секунды.
Третий компонент (WDS J13121-1612C). Визуальная звёздная величина звезды — +12,83m. Удалён на 152,6 угловой секунды.
Четвёртый компонент (WDS J13121-1612D). Визуальная звёздная величина звезды — +11,07m. Удалён на 265,6 угловой секунды.
Пятый компонент (WDS J13121-1612E). Визуальная звёздная величина звезды — +15m. Удалён от второго компонента на 7,9 угловой секунды.

## Планетная система
В 2019 году учёными, анализирующими данные проектов Hipparcos и Gaia, у звезды обнаружена планета HIP 64407 b.